# Mezőkövesd
Mezőkövesd este un oraș în districtul Mezőkövesd, județul Borsod-Abaúj-Zemplén, Ungaria, având o populație de 16.778 de locuitori (2011). 

## Demografie
Componența etnică a orașului Mezőkövesd
     Maghiari (94,15%)
     Romi (4,38%)
     Necunoscut (0,61%)
     Alții (0,85%)
Componența confesională a orașului Mezőkövesd
     Romano-catolici (55,05%)
     Fără religie (7,09%)
     Reformați (5,17%)
     Necunoscută (31,42%)
     Alte religii (2,74%)
Conform recensământului din 2011, orașul Mezőkövesd avea 16.778 de locuitori. Din punct de vedere etnic, majoritatea locuitorilor (94,15%) erau maghiari, cu o minoritate de romi (4,38%). Apartenența etnică nu este cunoscută în cazul a 0,61% din locuitori.  Din punct de vedere confesional, majoritatea locuitorilor (55,05%) erau romano-catolici, existând și minorități de persoane fără religie (7,09%) și reformați (5,17%). Pentru 31,42% din locuitori nu este cunoscută apartenența confesională.